# 前282年
| 千纪： | 前1千纪 |
| 世纪： | 前4世纪 \| 前3世纪 \| 前2世纪 |
| 年代： | 前310年代 \| 前300年代 \| 前290年代 \| 前280年代 \| 前270年代 \| 前260年代 \| 前250年代                                                         |
| 年份： | 前287年 \| 前286年 \| 前285年 \| 前284年 \| 前283年 \| 前282年 \| 前281年 \| 前280年 \| 前279年 \| 前278年 \| 前277年                           |
| 纪年： | 周赧王三十三年 魯後文公二十一年 齊襄王二年 趙惠文王十七年 魏昭王十四年 韓釐王十四年 秦昭襄王二十五年 楚頃襄王十七年 衛懷君十一年 燕昭王三十二年 |

## 大事记
- 秦國攻打趙國，取2城。
- 罗马共和国與伊特拉斯坎文明之間爆發波普洛尼亚战役（英语：Battle of Populonia），最終羅馬共和國獲勝

## 逝世
- 托勒密一世，埃及托勒密王朝創建者，亦是馬其頓王國亞歷山大大帝的繼業者之一。